# 黄沙镇 (垫江县)
黄沙镇，是中华人民共和国重庆市垫江县下辖的一个乡镇级行政单位。

## 行政区划
黄沙镇下辖以下地区：
长红社区村、永进村、八一村和万胜村。